# وريد درقي علوي
الوَريدُ الدَّرَقِيُّ العُلْوِيّ (بالإنجليزية: Superior thyroid vein)‏، يبدأ في مادة الغدة الدرقية وعلى سطحها، مِن قِبل روافد مقابلة لفروع الشريان الدرقي العلوي، وينتهي في الجزء العلوي للوريد الوداجي الباطني.
ويتلفى فروع الوَريدُ الحَنْجَرِيُّ العُلْوِيّ والأوردة الحلقية الدرقية.

## صور إضافية

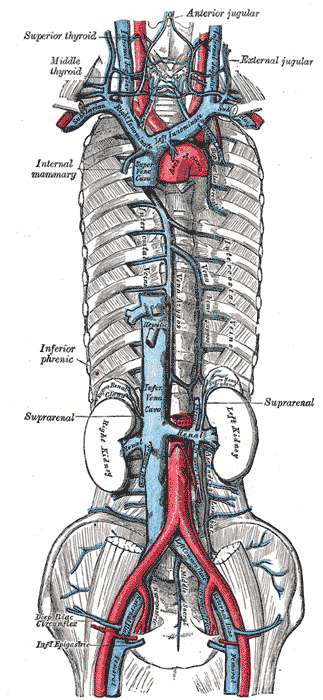
الوريدان الأجوفان و الوريد الفرد وروافدهما.
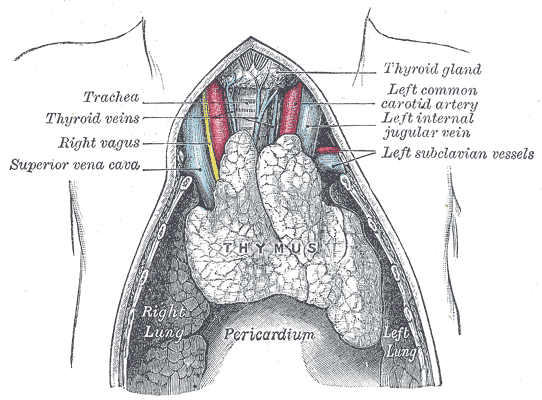
الغدة الزعترية في جنين مكتمل النمو.